# Finn Ferner
Finn Christian Ferner (* 10. März 1920 in Oslo; † 11. März 2001 in Nesøya) war ein norwegischer Segler.

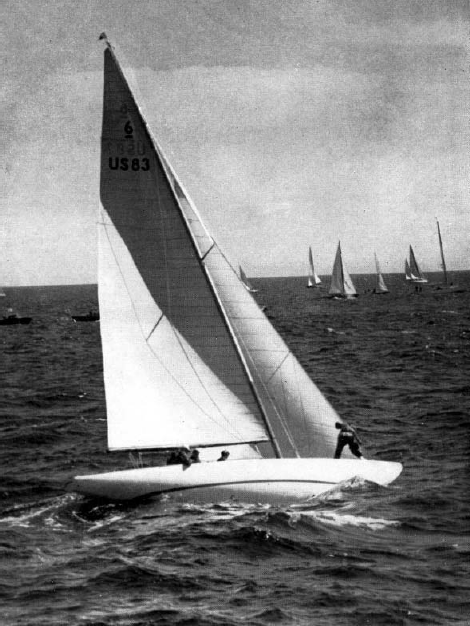
6mR Yacht Llanoria, US 83, Goldmedaille 1952

## Erfolge
Finn Ferner, der für den Kongelig Norsk Seilforening segelte, nahm 1952 in Helsinki in der 6-Meter-Klasse erstmals an den Olympischen Spielen teil. Er war Skipper der Elisabeth X, die die Regatta auf dem zweiten Platz beendete. Mit 4648 Gesamtpunkten platzierten sie sich hinter den Olympiasiegern auf der Llanoria aus den Vereinigten Staaten um Skipper Herman Whiton und vor dem finnischen Boot Ralia  von Skipper Ernst Westerlund. Ferner erhielt somit wie seine Crewmitglieder Tor Arneberg, Carl Mortensen, Erik Heiberg und sein Bruder Johan Ferner die Silbermedaille. In der 5,5-Meter-Klasse startete er 1960 in Rom als Skipper der Struten und belegte mit ihr den siebten Platz.